# Lucas Black
Lucas York Black (Decatur, Alabama,  29 de noviembre de 1982) es un actor estadounidense de cine y televisión. Algunos de los papeles más conocidos que ha interpretado son el de Christopher LaSalle en NCIS, Frank Wheatley en Sling Blade, Mike Winchell en Friday Night Lights, y Sean Boswell en la saga de películas Fast & Furious.

## Biografía

### Familia e infancia
Black nació en Decatur estado de Alabama, Estados Unidos, hijo de Jan Black, trabajadora en una oficina, y Larry Black, que trabajaba en un museo; tiene un hermano y una hermana, Lee y Lori, respectivamente, que son mayores que Lucas. Black creció en Speake, Alabama, y jugó en el Speake Bobcats, graduándose en la enseñanza secundaria en mayo de 2001.

### Carrera
Sin ninguna formación como actor, Lucas Black comenzó a trabajar en el cine en 1994, en la película de Kevin Costner The War. Posteriormente, participó en la serie de la CBS American Gothic, que se emitió desde 1995 hasta 1996, y en las películas Sling Blade y Ghosts of Mississippi. Más tarde, en 1997, protagonizó la película para televisión Flash. En 1998 apareció en The X Files y le fue ofrecido un papel en The Horse Whisperer, sin embargo, rechazó el papel. Durante este período de tiempo, Black fue además modelo para la marca Calvin Klein.
Black trabajó en Cold Mountain en 2003 realizando un papel secundario y posteriormente en 2004 realizó un papel principal en la película Friday Night Lights sobre fútbol americano. En 2005 trabajó en Jarhead, una película sobre la Guerra del Golfo. Black también fue el protagonista de la tercera película de la saga The Fast and the Furious en The Fast and the Furious: Tokyo Drift. La película se estrenó el 16 de junio de 2006, y recaudó aproximadamente 24 millones de dólares en su fin de semana de apertura; Black ha descrito su papel en la película como un "papel divertido". También trabajó en la película Get Low en 2009.
En 2015 volvió a la saga de Fast & Furious en la séptima entrega, volviendo a interpretar a Sean Boswell (en esta entrega solo apareció en un cameo como protagonista secundario). En 2013 se había reportado que Black había firmado un contrato de Universal Pictures para aparecer en las próximas películas de la saga, esta vez como protagonista principal: The Fate of the Furious (cabe destacar que no apareció en esta entrega debido a que formó parte del elenco de NCIS: New Orleans desde 2014 hasta 2019), F9 y Fast & Furious 10.
En 2021, nuevamente volvió a la saga de Fast & Furious en F9, interpretando a su respectivo personaje de Sean Boswell. La película estaba prevista para estrenarse en mayo de 2020, pero debido de la pandemia de COVID-19, se aplazó hasta abril del año siguiente.
Tras terminar de filmar la novena entrega de la saga Fast & Furious, el actor decidió retirarse temporalmente de la actuación, debido a que se creó un canal de YouTube subiendo contenido sobre la naturaleza y dedicándose a pescar.

## Filmografía
| Año       | Película o serie                      | Papel                        | Notas        |
| --------- | ------------------------------------- | ---------------------------- | ------------ |
| 1994      | The War                               | Ebb                          |              |
| 1995-1996 | American Gothic                       | Caleb Temple                 |              |
| 1996      | Sling Blade                           | Frank Wheatley               |              |
| 1996      | Ghosts of Mississippi                 | Burt DeLaughter              |              |
| 1997      | Flash                                 | Connor                       |              |
| 1998      | The X-Files                           | Stevie                       |              |
| 1999      | Our Friend, Martin                    | Randy                        |              |
| 1999      | Crazy in Alabama                      | Peter Joseph 'Peejoe' Bullis |              |
| 2000      | The Miracle Worker                    | James Keller                 |              |
| 2000      | All the Pretty Horses                 | Jimmy Blevins                |              |
| 2003      | Cold Mountain                         | Oakley                       |              |
| 2004      | Friday Night Lights                   | Mike Winchell                |              |
| 2005      | Deepwater                             | Nat Banyon                   |              |
| 2005      | Jarhead                               | Kruger                       |              |
| 2006      | The Fast and The Furious: Tokyo Drift | Sean Boswell                 | Protagonista |
| 2006      | Killer Diller                         | Vernon                       |              |
| 2009      | Get Low                               | Colega                       |              |
| 2010      | Legion                                | Jeep Hanson                  |              |
| 2013      | 42                                    | Pee Wee Reese                |              |
| 2014-2019 | NCIS: New Orleans                     | Christopher LaSalle          | protagonista |
| 2015      | Furious 7                             | Sean Boswell                 | Cameo        |
| 2021      | F9                                    | Sean Boswell                 | Cameo        |
| 2024      | Unsung Hero                           | Jed Albright                 |              |

## Premios y nominaciones
| Año  | Premio                     | Categoría                                                                                          | Resultado | Película/serie                        | Observaciones                                                                                                |
| ---- | -------------------------- | -------------------------------------------------------------------------------------------------- | --------- | ------------------------------------- | --- |
| 1997 | Saturn Award               | Mejor interpretación de joven actor                                                                | Ganador   | Sling Blade                           | |
| 1997 | Chlotrudis Award           | Mejor actor secundario                                                                             | Nominado  | Sling Blade                           | |
| 1997 | Screen Actors Guild Awards | Mejor interpretación del reparto                                                                   | Nominado  | Sling Blade                           | Compartido con Billy Bob Thornton, Dwight Yoakam, J. T. Walsh, John Ritter, Natalie Canerday y Robert Duvall |
| 1997 | Young Artist Award         | Mejor interpretación en película para joven actor principal                                        | Ganador   | Sling Blade                           | |
| 1997 | YoungStar Award            | Mejor interpretación de joven actor en película dramática                                          | Ganador   | Sling Blade                           | |
| 1997 | YoungStar Award            | Mejor interpretación de joven actor en serie de televisión dramática                               | Nominado  | American Gothic                       | |
| 1998 | Young Artist Award         | Mejor interpretación en película o miniserie para televisión por joven actor en un papel principal | Nominado  | Flash                                 | |
| 2000 | Sierra Award               | Juventud en película                                                                               | Nominado  | All the Pretty Horses                 | |
| 2000 | Young Artist Award         | Mejor interpretación en una película para joven actor principal                                    | Nominado  | Crazy in Alabama                      | |
| 2000 | YoungStar Award            | Mejor interpretación de actor joven en película dramática                                          | Nominado  | Crazy in Alabama                      | |
| 2001 | Young Artist Award         | Mejor interpretación de joven actor secundario en película                                         | Nominado  | All the Pretty Horses                 | |
| 2006 | Teen Choice Award          | Películas - Alternativas (masculino)                                                               | Nominado  | The Fast and the Furious: Tokyo Drift | Personaje Principal                                                                                          |